# نادين بريان
نادين بريان (بالإنجليزية: Nadine Bryan) هي لاعبة كرة الشبكة جامايكية، ولدت في 18 ديسمبر 1976.